# 金栄堂
有限会社金栄堂（きんえいどう）は山形県長井市に所在する眼鏡店。主にスポーツ用メガネ・スポーツ用サングラスに特化し、様々なプロアスリートと契約をするプロショップ。
金栄堂が開発した技術「着色レンズの設計方法」で日本特許、アメリカ合衆国特許を取得。その技術で仕上げたレンズをFact®(ファクト)という名称のレンズで展開している。創業は1948年(昭和23年)。